# María Luisa Ozaita
María Luisa Ozaita Marqués (Baracaldo, 20 de maig de 1939-Madrid, 5 d'abril de 2017) va ser una pianista, clavecinista, musicòloga, directora i compositora basca. Pionera de la difusió de música feta per dones, va ser membre de la Reial Societat Bascongada d'Amics del País i fundadora i presidenta de l'Associació Espanyola de Dones en Música.

## Biografia
Maria Luisa Ozaita Marqués va néixer a Baracaldo, Biscaia. Va estudiar amb Fernando Remacha, i va continuar els seus estudis a Copenhaguen amb Leif Thybo i K. J. Isaksen gràcies a una beca d'intercanvi. Ella també va estudiar clavecí a França amb Kenneth Gilbert i a Darmstadt a Alemanya. Va morir el 5 d'abril de 2017 als 77 anys.

## Obres
Ozaita va compondre principalment treballs de càmbra i simfònics, però és també coneguda per les seves composicions de guitarra.

### Selecció de composicions
- Pelleas et Mélisande, ópera con texto de Pablo Neruda
- Preludio y Danza con cuatro variaciones (1982)
- Suite, Op 61 (1991)
- Sugerencias boleras (1991)
- Micropiezas para Guitarra [Suite] (1994): [yo.] Preludio, [II.] Tambourin, [III.] Canción, [IV.] Rags
- Nana (Federico García Lorca) (1999)
- Canción Obscura (Alejandro Casona) (1999)
- Homenaje a Bernard Shaw (2005)
- Preludio y mosaico, Op 65 (2005)
- Trío amable (2007)
- Quinteto sugerente (2007)
- Tema con Variaciones (2010)[3]

Les seves composicions van ser gravades per RNE (Radiofònics Clàssics), incloent Tema amb variacions per a piano.

### Discografia
- Compositoras españolas del S. XX
- Taller de Mujeres Compositoras: Obras para órgano y canto
- Taller de Mujeres Compositoras: Flauta y Marimba
- Taller de Mujeres Compositoras: Esparzas, Susurros y Sueños

## Premis i reconeixements
- 20 de maig de 2009, concert especial a l'Auditori Nacional de Madrid organitzat per l'Associació Dones en la Música, en el 70 aniversari de María Luisa Ozaita.[4]
- 19 de desembre de 2016, homenatge de l'Associació Dones en la Música a la Sala Manuel de Falla de la SGAE.[5]